# بين وليامز (لاعب كرة قدم أمريكية)
بين وليامز (بالإنجليزية: Ben Williams)‏ هو لاعب كرة قدم أمريكية أمريكي، ولد في 1 سبتمبر 1954 في يازو سيتي في الولايات المتحدة.

## وصلات خارجية
- بين وليامز على موقع مرجع كرة القدم المحترفة.كوم (الإنجليزية)